# Charles Van Bellinghem de Branteghem
Charles Van Bellinghen de Branteghem (Bruxelles, 9 avril 1765 - Schaerbeek, 9 avril 1846) est un ancien bourgmestre de Schaerbeek (1808-1823).